# Džedheperu
Džedheperu je bil faraon Trinajste egipčanske dinastije iz drugega vmesnega obdobja Egipta, ki je vladal približno dve leti od okoli 1772 do 1770 pr. n. št. Egiptologa Kim Ryholt i Darrell Baker ga imata za sedemnajstega vladarja Trinajste dinastije. Džedheperu je faraonovo Horovo ime. Njegovo osebno ime (nomen) in prestolno ime (prenomen) nista znani. 

## Dokazi

### Primarni dokazi
Džedheperujevo vladanje potrjuje enajst pečatov iz trdnjav na drugem kataraktu Nila v Nubiji. Deset odtisov, tesno povezanih s pečati faraonov Sekemreja in Šešija, so odkrili v Uronartiju,  enajstega pa v Mirgisi.
Razen na pečatih je dokazan tudi na Ozirisovi postelji, masivnem kipu iz črnega bazalta, ki prikazuje Ozirisa, ležečega na mrtvaškem odru. Ozirisovo posteljo so odkrili v grobnici faraona Djerja iz Prve dinastije, katero so Egipčani enačili z Ozirisovo grobnico. Kip je zdaj v Egipčanskem muzeju v Kairu. Kip so sprva pripisovali faraonu Hendžerju iz Trinajste dinastije, nedavne preiskave napisov pa so dokazale, je bilo pod njegovim imenom prvotno napisano  Džedheperujevo ime. Njegovo ime so neznano kdaj zbrisali, vendar ne dovolj dobro, da se ne bi dalo prebrati.

### Torinski seznam kraljev
Na Torinskem seznamu kraljev, ki služi kot primarni vir podatkov faraonov iz drugega vmesnega obdobja Egipta, Džedheperu ni omenjen.  Ker na seznamu manjkata tudi njegov predhodnik Sekemre in neposredni naslednik Sebkaj, Kim Ryholt meni, da je bil izvirni seznam vladarjev, s katerega so sestavljali Torinski seznam, na tem delu poškodovan ali je manjkal. Domnevo potrjujejo druge najdbe z imeni faraonov iz Trinajste dinastije.

## Družina in vladanje
Džedheperu  je bil po Ryholtovem mnenju brat svojega predhodnika Sekemreja in sin faraona Hora I. Ryholtove trditve temeljijo na pečatih iz Uronartija in napisu na Ozirisovi postelji. Pečati kažejo, da sta Sekemre in Džedheperu   vladala tesno eden za drugim, medtem ko ostanki njegovega imena na Ozirisovi postelji kažejo, da se je njegovo osebno ime začelo s hrw. Začetek imena kaže na sorodstvene vezi s Horom I. Ker je bil Sekemre dokazano Horov naslednik, Ryholt zaključuje, da je  bil Džedheperu   Sekemrejev brat in naslednik.